# Promenade des Anglais

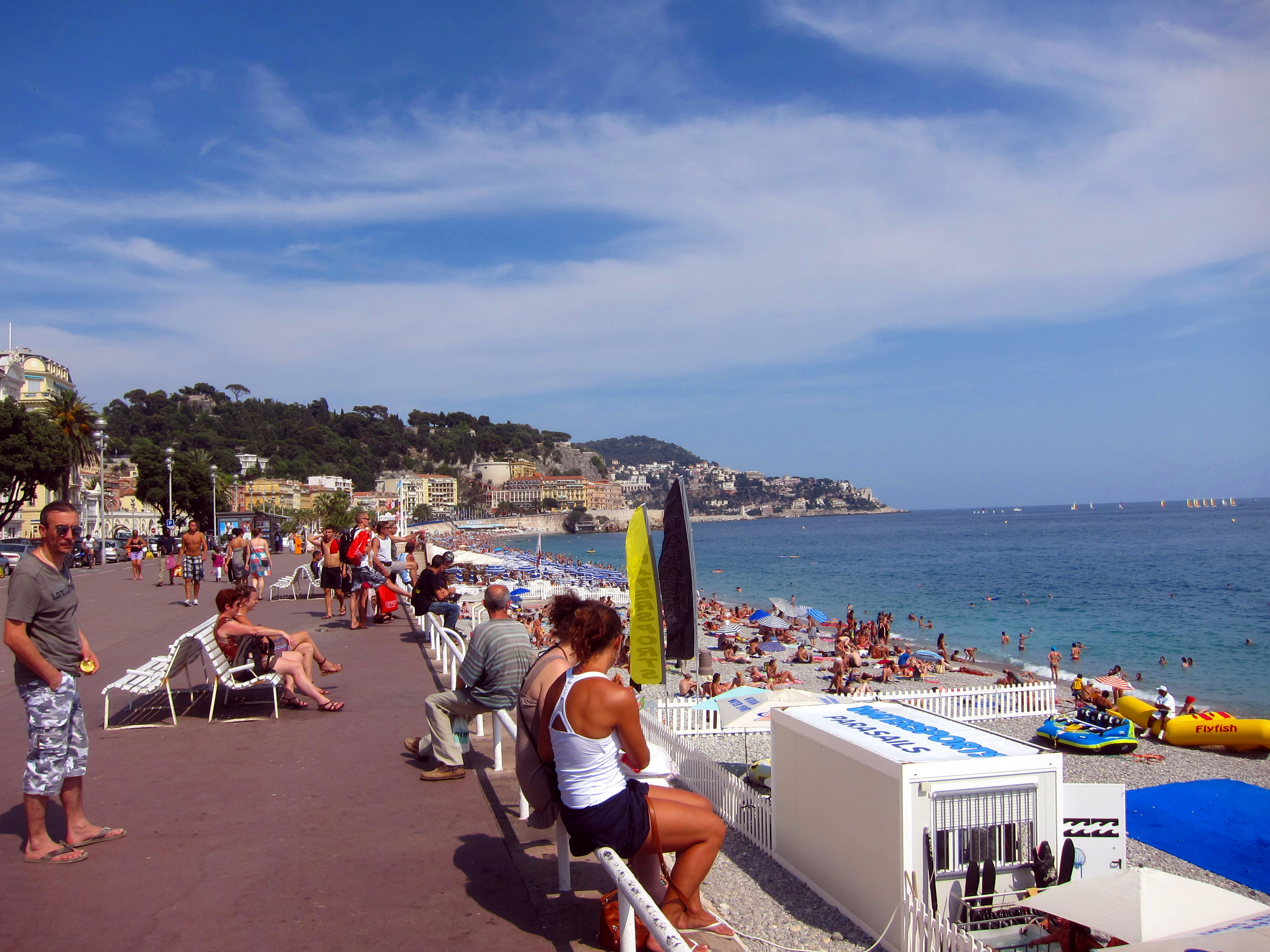
Promenade des Anglais, lângă plajă

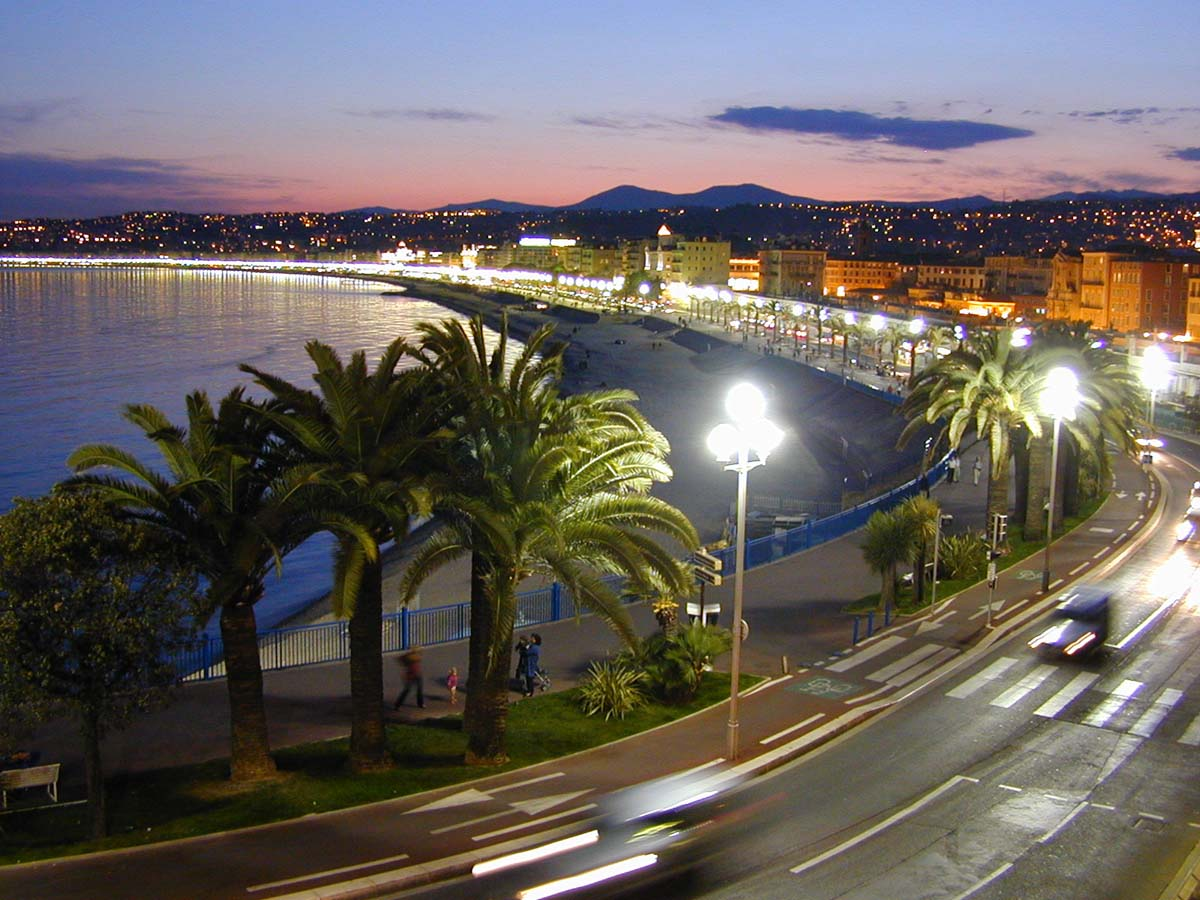
Vedere de la dealul Château

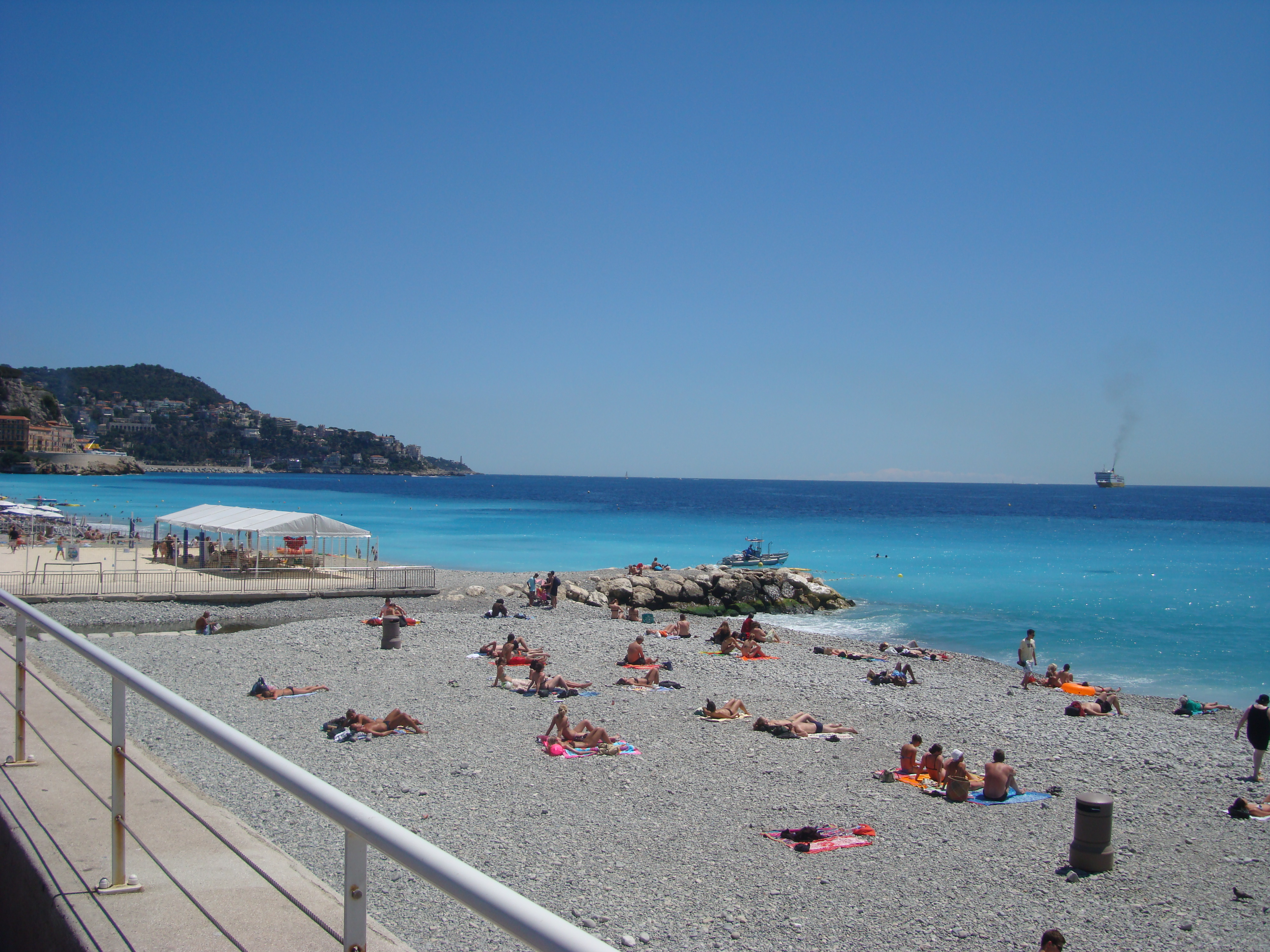
Pe malul mării

Promenade des Anglais (pronunție în franceză [pʁɔm.nad de.z‿ɑ̃ɡlɛ]; Niçard: Camin dei Anglés; literal: Promenada englezilor) este o promenadă de-a lungul Mediteranei, la Nisa, Franța. Se extinde de la aeroport la vest până la Quai des États-Unis (Docul Statelor Unite) la est, o distanță de aproximativ 7 km. Administrativ vorbind, aceasta face parte din Route nationale 98, care se desfășoară între Toulon și Menton.

## Atentatul de la Nisa
În seara zilei de 14 iulie 2016, un atentat a avut loc în Nisa, atunci când Mohamed Lahouaiej Bouhlel, cetățean francez cu origini tunisiene, a spulberat cu un camion frigorific de 19 tone o mulțime de oameni care sărbătoreau Ziua Națională a Franței pe Promenade des Anglais. Cel puțin 85 de persoane, inclusiv 10 copii, au fost ucise. Atentatorul a fost împușcat și ucis de poliție.

## Legături externe
Harta rutei: 
- Materiale media legate de Promenade des Anglais la Wikimedia Commons